# Dennis Westcott
Dennis Westcott (Wallasey, 2 luglio 1917 – Stafford, 13 luglio 1960) è stato un calciatore inglese, di ruolo attaccante.

## Carriera
Fu capocannoniere, con la maglia del Wolverhampton, del primo campionato inglese del secondo dopoguerra nel 1947 con 37 reti.

## Palmarès

### Club

#### Competizioni nazionali
- Football League War Cup: 1

Wolverhampton: 1941-1942